# 布倫加
布倫加（西班牙語：Burunga），是巴拿馬的城鎮，位於該國中東部，由西巴拿馬省的阿賴漢區負責管轄，面積52.4平方公里，海拔高度77米，2010年人口39,102，人口密度每平方公里745.7人。